# Gonzalo de Badajoz
Gonzalo de Badajoz (Badajoz, España; siglo XV - actual Costa Rica, siglo XVI) fue un conquistador y gobernador de Veragua. Aunque este extremeño es una de las figuras significativas de la conquista en el Istmo de Panamá, fracasó en una misión de conquista.

## Biografía
Gonzalo de Badajoz, habría nacido en la octava década del siglo XV, en la ciudad extremeña de Badajoz y llegaba al Darién en 1508 en la expedición de cuando este era nombrado gobernador de Veragua. Durante los primeros años, Gonzalo de Badajoz, actuó en las diferentes expediciones que se llevaron a cabo por el territorio del Darién y después Pedrarias Dávila lo nombraba capitán y se encargaba de comandar una incursión para explorar y rescatar oro en el interior del territorio panameño. 
En 1513, Pedro Arias Dávila (o Pedrarias Dávila) era nombrado gobernador y capitán general de Castilla del Oro (comarca que englobaba la zona norte de Colombia y de los países centroamericanos de Panamá, Costa Rica y Nicaragua), y en 1515 Pedrarias enviaba a Gonzalo de Badajoz, con 80 hombres, a conquistar parte del territorio de lo que hoy es la provincia de Coclé en Panamá; posteriormente se le sumaba el capitán Luís de Mercado con 50 soldados más y ambos exploraban la zona, no sin cometer algunos atropellos con los indígenas para rescatar el oro que podían, valiéndose del halago o de la fuerza.

## Al rescate del oro
En la zona norte de Colombia y en todo el istmo de Panamá, el oro tenía un considerable valor ritual, ya que en esa parte existía la vieja costumbre de que los indios enterraban a sus caciques muertos (aparte de sus mujeres favoritas y alguna servidumbre) con una gran cantidad de comida, sus utensilios de uso cotidiano, las prendas de ropa más lujosas y valiosas joyas para que siguieran gozando de una vida regalada y pudieran costearse el viaje hacia el más allá, y esta era la razón principal por la cual los jefes tribales de esos territorios acaparaban grandes cantidades de oro. 
Naturalmente el pueblo indígena defendía ese oro ritual como si fuera el elemento más preciado de su vida, y cuando ávidamente era buscado por los españoles había presiones represivas y serías amenazas de aquellos seres extraños que invadían los territorios. Pero las ofensas eran mayores cuando los conquistadores se daban a la tarea de destruir las sepulturas indígenas que guardaban los huesos de los antepasados, como sistemáticamente ocurrió en la comarca del Cenú, al norte de Colombia. 

## Conquista del territorio
Desde las costas atlánticas hasta las del Océano Pacífico, Gonzalo de Badajoz y sus 150 hombres atravesaron el actual territorio panameño sometiendo a las diversas tribus y apoderándose del oro que encontraban: En su anchuroso periplo y en el dilatado caminar, atravesaron el territorio, repelieron los ataques y con dureza fueron sometiendo a todas las tribus que encontraban a su paso. Unas los recibían pacíficamente y les facilitaban comida y alojamiento y hasta les regalaban oro del que poseían; otras tribus menos solidarias, no querían entablar amistad con los españoles y los atacaban con fiereza.
De todas formas, hasta entonces Gonzalo y los suyos no habían tenido grandes dificultades para salir victoriosos de los encuentros sostenidos con los indios hasta que llegaron al territorio del cacique Paris (parte de lo que hoy ocupa la Península de Azuero), que como ya sabía que a los españoles les agradaba el brillo del oro, cuando Gonzalo se aproximaba a sus territorios le envió unos emisarios a recibirlo y a entregarles un valioso obsequio de varias libras del preciado metal. París creía que con este cuantioso regalo los españoles no se detendrían en sus dominios, pero aquella opulenta ofrenda despertaría la codicia de los soldados extranjeros.
Pensando que el cacique Paris tendría grandes cantidades de oro, los españoles asaltaron aquel poblado indígena y París conseguía escapar con vida. Como era uno de los caciques más influyentes de la zona, después de emplear ciertas estratagemas para engañar a los españoles, lograba confederar a unos cuantos jefes guerreros que juntaban unos 4000 indios para dar batalla a los de Gonzalo, que descuidadamente no esperaban aquella reacción indígena. 
En un ataque por sorpresa de los indios, a Gonzalo de Badajoz le mataban 80 hombres y perdían todo el tesoro (conocido también como “Tesoro de Quema) que habían logrado en sus correrías conquistadoras. Badajoz y los sobrevivientes que le quedaron, a duras penas lograron llegar hasta la playa más cercana y en unas canoas indígenas escaparon hasta la isla de Taboga. Posteriormente llegaban a tierra firme y atravesando el istmo conseguían entrar en la población de Santa María la Antigua, mucho más acongojados por haber extraviado el oro que por la pérdida de los 80 soldados. 

## A buscar el oro
Antes de que regresara Gonzalo de Badajoz de su fallida expedición, Pedrarias ya conocía el fracaso de la acción, la muerte de los 80 soldados y la pérdida del oro que se había conseguido en aquella jornada exploradora. Para recuperar el tesoro y castigar a los indios culpables de estas contrariedades, el gobernador Pedrarias enviaba una expedición de 200 hombres al mando del licenciado Gaspar de Espinosa. Este partía con tal encargo y con la intención de explorar otras zonas.
Espinosa y sus hombres llegaban hasta los dominios de Paris y después visitaban los territorios de los caciques Comagre y Chimán y continuaban hasta los dominios del cacique Natá donde los soldados de Espinosa descansaban una larga temporada y recorrían la comarca para inspeccionar las posibilidades desarrollistas que ofrecían aquellos territorios. Posteriormente se adentraban en el territorio de Paris, atacaban las defensas del cacique y conseguían rescatar parte del tesoro que los indios habían recuperado a los hombres de Gonzalo de Badajoz cuando le dieron el ataque sorpresivo.

## El ocaso y la remembranza del guerrero
Gonzalo de Badajoz no se había repuesto de su fracasada expedición, y apesadumbrado y mortificado por su fallido intento, volvía a su tierra extremeña. En la apacibilidad de su retiro hispano, pensó en reivindicarse, y como frecuentemente le asaltaban los remordimientos de conciencia por haber fracasado estrepitosamente en su cometido explorador, a los dos años volvía a los territorios novomundista y Pedrarias, considerando las cualidades castrenses de aquel militar, le perdonaba su fracaso asignándole el cargo de regidor perpetuo de la recién fundada Ciudad de Panamá y una encomienda de 150 indios.
Pero al regresar Gonzalo, ya no era tan bien recibido ni respetado por aquella resentida sociedad que componía la nueva ciudad; y la vergüenza que calladamente sentía le iba minando la moral y martirizándolo hasta que se abandonó por completo y prontamente terminó sus días en la miseria. De todas formas, en el transcurso del tiempo (y a pesar de que su actuación en el territorio no fue de mucha importancia), los panameños han reivindicado la memoria de Gonzalo de Badajoz, puesto que lo han convertido en personaje legendario al incluirlo generosamente en muchas páginas que recogen la historia colonial de varios pueblos y ciudades de Panamá.